# Raymond Künzli
Pour les articles homonymes, voir Künzli.
Raymond Künzli, né le 1er septembre 1984 à Saint-Imier, est un coureur cycliste suisse, membre de l'équipe SpiderTech-C10 en 2012.

## Palmarès
- 2008
  - Tour de Gäu
- 2009
  - Linz-Passau-Budweis
  - Tour de Gäu
- 2011
  - Prix de Valentin
  - 4e étape du Tour de Franche-Comté
  - Grand Prix du Faucigny
  - Tour de Gäu
  - 2e du Prix du Saugeais
  - 2e du Tour de Franche-Comté
- 2015
  - 2e de Martigny-Mauvoisin

## Classements mondiaux
| Année           | 2010  | 2011 |
| --------------- | ----- | ---- |
| UCI Europe Tour | 1164e | 686e |